# Rizhao Steel
Rizhao Steel (Chinees: 日照鋼鐵) is een grote Chinese staalgroep uit de provincie Shandong. In 2009 werd het bedrijf overgenomen door staalreus Shandong Steel. Razhao Steel produceerde in 2020 ruim 14 miljoen ton ruwstaal en behoort daarmee wereldwijd tot de dertig grootste staalproducenten.

## Activiteiten
Rizhao Steel heeft een grote geïntegreerde staalfabriek in de havenstad Rizhao, in het noordoosten van China. Er worden plaat- en bandstaal, profielen, staven en staaldraad gemaakt. De groep levert ook hoogovenslak en vliegas die afval uit de hoogovens zijn en is ook een producent van cement.
De groep bezit ook plaatproducent Rigang Yingkou Medium Plate in de iets noordelijker gelegen provincie Liaoning. In deze geïntegreerde staalfabriek worden dikke staalplaten voor onder meer de scheepsbouw, bruggen, pijplijnen en machines gemaakt.
Rizhao Steel exporteert naar verschillende landen in Zuidoost-Azië, enkele in Afrika, Dubai en Chili.

### Fabrieken
| Fabriek                     | Plaats  | Startjaar | Ruwstaalcapaciteit |
| --------------------------- | ------- | --------- | ------------------ |
| Rizhao Steel                | Rizhao  | 2003      | 13 mt/jaar         |
| Rigang Yingkou Medium Plate | Yingkou | 1972      | 8 mt/jaar          |

## Geschiedenis
Rizhao Steel werd in 2003 opgericht door miljardair Du Shuanghua en het toenmalige Laiwu Steel als een privaat staalbedrijf. De bouw van de nieuwe staalfabriek in de haven van Rizhau werd op een half jaar voltooid. Later stapte Laiwu Steel na onenigheid uit de joint venture. In 2004 produceerde het bedrijf ruim een miljoen ton staal. Drie jaar later was dit al 7,75 miljoen ton.
In 2009 nam het staatsbedrijf Shandong Steel, waartoe Laiwu Steel intussen ook al behoorde, twee derde van het bedrijf over in een vijandige overname. Du probeerde de overname nog tegen te houden door 30 procent te verkopen aan een derde bedrijf, maar die deal ging niet door. Een jaar later verkocht Du zijn resterende deel aan Shandong Steel.
In 2013 werden drie ESP-giet-en-walslijnen aangekocht van het Italiaanse Arvedi. Elke lijn had een capaciteit van 2,55 miljoen ton bandstaal per jaar. In 2014 werden nog twee ESP-lijnen met elk een capaciteit van 1,7 miljoen ton besteld bij Primetals. Datzelfde jaar werd ook een lijn besteld bij het Oostenrijkse Andritz om bandstaal te beitsen en galvaniseren.
In 2020 begon de bouw van twee nieuwe hoogovens om de capaciteit uit te breiden tot 17 miljoen ton.
In 2021 nam Rizhao Steel een belang van 54 procent in Minmetals Yingkou Medium Plate, een producent van dikke staalplaten die tot de Minmetals-groep behoorde. Het bedrijf werd vervolgens hernoemd tot Rigang Yingkou Medium Plate.